# CBホールディングス
株式会社CBホールディングスは、CBグループの事業持株会社。2017年4月1日付けで、株式会社キャリアブレインから商号変更。
CBグループは、医療・介護・福祉業界に特化した、M&A仲介事業・開業支援事業・経営コンサルティング事業、地域包括ケアシステム構築支援事業等、各種事業を医療機関、調剤薬局、介護事業者に対して多角的に提供している。
2017年4月の分社化に伴い、主要事業は新設会社にそれぞれ移管され、株式会社CBホールディングスは事業持株会社として、CBグループ全体の経営戦略策定の他、各連結子会社に対し、経営管理業務、及び経営指導を行う。また、ニュース配信事業等も行う。
2025年1月には、芙蓉総合リース株式会社の100％子会社となり、芙蓉リースグループに参画。

## 沿革
- 1999年（平成11年）7月 - 有限会社キャリアブレインを札幌にて設立
- 2001年（平成13年）3月 - 株式会社キャリアブレインに組織変更
- 2002年（平成14年）12月 - 東京支社を開設
- 2003年（平成15年）
  - 6月 - 大阪支社を開設
  - 9月 - 福岡支社を開設
  - 10月 - 名古屋支社を開設
- 2004年（平成16年）5月 - 広島支社を開設
- 2005年（平成17年）1月 - 本社を東京に移転
- 2006年（平成18年）
  - 9月 - 「創業・ベンチャー国民フォーラム」において奨励賞を受賞
  - 4月 - （社）日本ニュービジネス協議会による「第1回ニッポン新事業創出大賞」において優秀賞を受賞
- 2007年（平成19年）11月 - 東京本社を移転
- 2015年（平成27年）11月 - 株式会社CBnewsを設立
- 2016年（平成28年）4月 - 株式会社CBパートナーズを設立
- 2017年（平成29年）4月 - 株式会社CBホールディングスへ商号変更。株式会社CBコンサルティングを設立。株式会社CBキャリア（現・日本メディカルキャリア）を設立
- 2018年（平成30年）
  - 1月 - 株式会社CBアドバイザリーを設立。CBコンサルティングが株式会社CBnewsを吸収合併
  - 3月 - CBキャリアの株式をMRT株式会社へ一部譲渡
  - 5月 - 株式会社CBメディカルを設立
  - 10月 - 株式会社CBナレッジを設立
- 2019年（平成31年）3月 - CBキャリアをMRT株式会社に株式譲渡
- 2020年（令和2年）
  - 4月 - CBナレッジのニュース配信事業をCBホールディングスへ移管。CBナレッジの事業開発支援事業をCBコンサルティングへ移管
  - 5月 - CBコンサルティングがCBナレッジを吸収合併
- 2021年（令和3年）
  - 8月 - 8月決算へ事業年度変更
  - 10月 - CBコンサルティングが株式会社CBアドバイザリーを吸収合併。CBパートナーズ薬局事業部をCBコンサルティングに統合
- 2022年（令和4年）
  - 5月 - 株式会社CBリサーチを設立
  - 9月 - CBコンサルティングの事業開発支援事業をCBリサーチへ移管

- 2025年（令和7年）
  - 1月 - 芙蓉総合リース株式会社の100％子会社となり、芙蓉リースグループに参画

## 運営サービス
- 医療介護CBnews - 運営元：株式会社CBホールディングス
- 医療介護経営CBnewsマネジメント - 運営元：株式会社CBホールディングス
- CBセミナー - 運営元：株式会社CBホールディングス

## 関連会社
- 株式会社CBホールディングス - 事業持株会社として、CBグループ全体の経営戦略策定の他、各連結子会社の経営管理業務、及び経営指導。医療介護ニュース配信事業、医療介護従事者向けセミナー事業
- 株式会社CBコンサルティング - 薬局M&A仲介事業、採用・営業支援事業、人事支援事業
- 株式会社CBリサーチ - 地域包括ケアシステム構築支援事業
- 株式会社CBパートナーズ - 医療・介護M&A仲介事業
- 株式会社CBメディカル - 医療機関・福祉施設に対するハンズオン型経営支援事業